# Euphemiakirche (Konstantinopel)

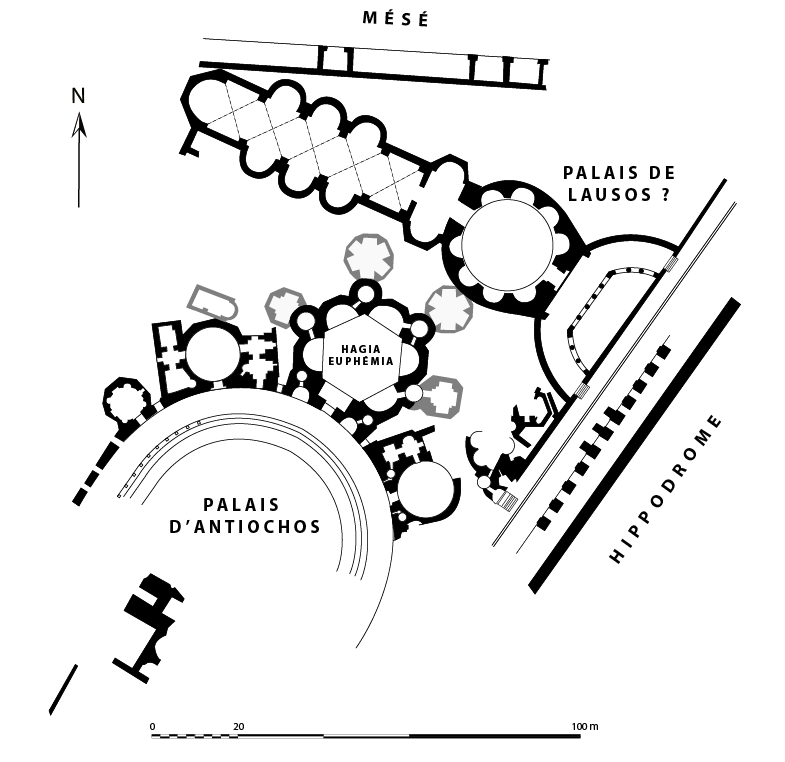
Grundriss des Antiochos-Palasts mit Hagia Euphemia

Die Kirche St. Euphemia im Hippodrom (griechisch Ἀγία Εὐφημία ἐν τῷ Ἱπποδρομίῳ, Hagia Euphēmia en tō Hippodromiō) war eine byzantinische Kirche in Konstantinopel. Sie war der heiligen Euphemia von Chalkedon geweiht.

## Geschichte

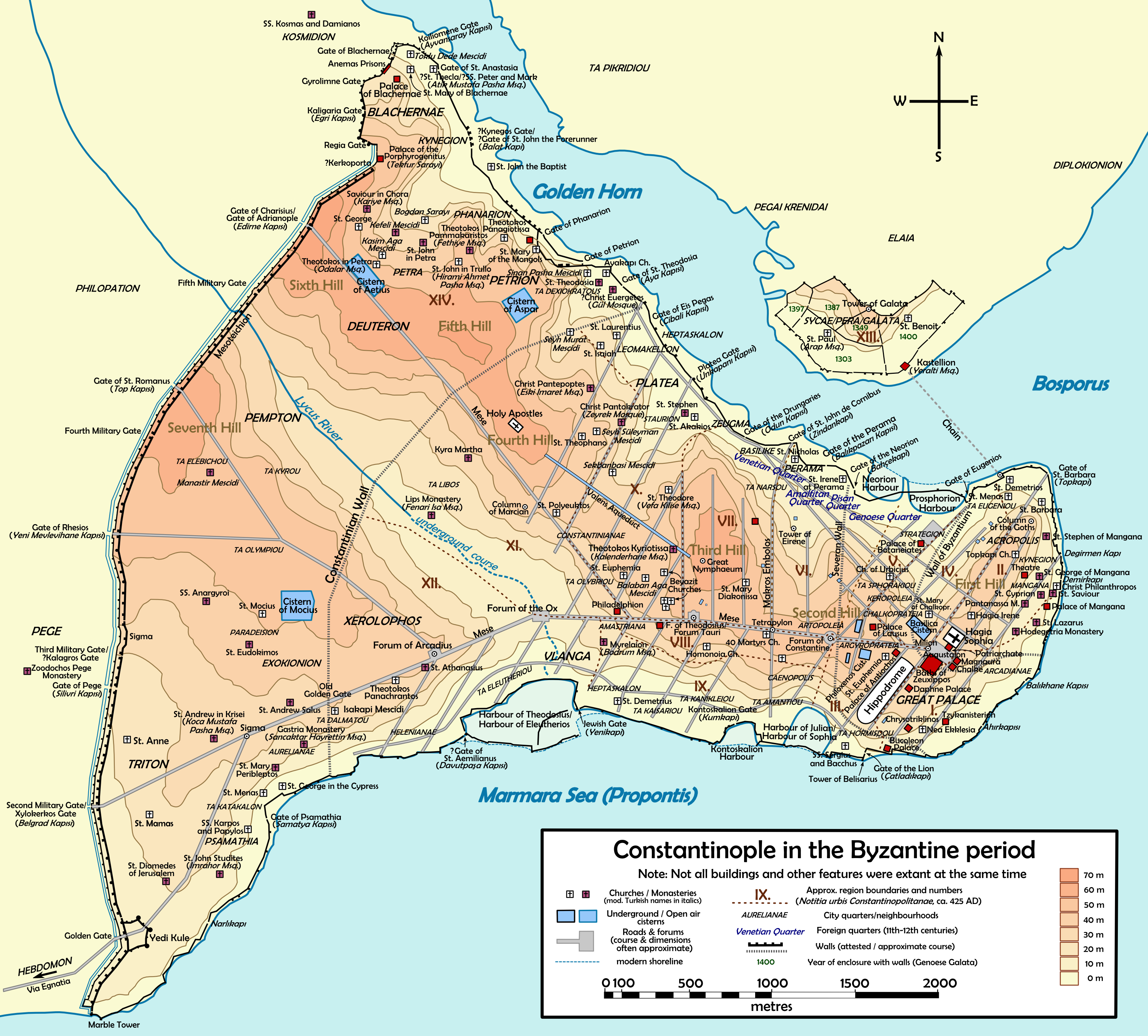
Karte des byzantinischen Konstantinopel

Um 416 bis 418 ließ der Eunuch und einflussreiche praepositus sacri cubiculi Antiochos westlich des Hippodroms einen Palast erbauen. Das Gebäude besaß eine große hexagonale Halle mit Apsis, die mit einer breiten halbrunden Kolonnade verbunden war, die einen Durchmesser von rund 60 Metern hatte und einen mit Marmor gepflasterten Hof umschloss. Nach dem Sturz des Eunuchen wurde dessen Besitz konfisziert und in den kaiserlichen Besitz übernommen.
Die Kirche der heiligen Euphemia im Hippodrom wurde wohl in der ersten Hälfte des  6. Jahrhunderts in der hexagonalen Halle eingerichtet und spätestens im 7. Jahrhundert der hl. Euphemia geweiht. Es ist nicht unumstritten, ob der Bau erst im Zuge der Umbettung der Gebeine der hl. Euphemia oder schon zuvor als Kirche genutzt wurde. Die Reliquien der Euphemia mussten vor den heranrückenden Sassaniden aus der Euphemiakirche in Chalkedon in das sichere Konstantinopel gebracht werden. Nach dieser Translokation wurden wohl auch die zwei acht- und zwei zwölfeckigen Mausoleen angebaut.
In der zweiten Hälfte des 8. Jahrhunderts wurde die Kirche profaniert und das Grab der Heiligen 766 unter Konstantin V. geschändet. Die Kirche diente zeitweise als Waffenlager und Stall. Nach einer Überlieferung sollten die Gebeine der Heiligen auf Anweisung von Kaiser Leo III. oder seinem Sohn Konstantin V. ins Meer geworfen werden. Sie wurden allerdings gerettet und nach Lemnos gebracht, von wo sie nach dem zweiten Konzil von Nicäa von Kaiserin Eirene 796 wieder zurückgeholt wurden. Die Gebeine ruhen heute in der Euphemiakirche in Rovinj.
Unter Kaiserin Eirene wurde die Kirche dann auch restauriert, wohl um ein Templon und einen Synthronon ergänzt und neu ausgemalt. Vermutlich gehörte die Kirche schon zu dieser Zeit zum Metropolitensitz Chalkedon, sicher nachgewiesen ist dies aber erst seit dem späten 11. Jahrhundert.
Bei einem Brand im Jahr 1203 im Gebiet der Mese, wurde wohl auch die Euphemiakirche beschädigt. In dieser Zeit errichtete man im äußeren Korridor eine Grabnische. 1280/90 wurde die Kirche  unter der Herrschaft der Palaiologen restauriert und neu ausgemalt. Pilgerberichte lassen darauf schließen, dass die Kirche danach beliebter Wallfahrtsort war. Ab 1390 unterstand die Kirche nach der Eroberung Chalkedons im Jahr 1350 durch die Türken dem Patriarchat von Konstantinopel.
Ende des 15. oder Anfang des 16. Jahrhunderts entstanden in dem verödeten Gebiet des Hippodroms größere Palastbauten von hohen Würdenträgern des Osmanischen Reiches. Der spätere Großwesir Makbul Ibrahim Pascha bewohnte hier ab 1522 einen Palast, durch den Teile des Antiochos-Palasts überbaut worden waren und die Reste der Kirche zerstört worden sind. Wann die Kirche zerstört wurde, ist nicht bekannt. Die Reliquien sollen sich zu jener Zeit im Patriarchat befunden haben. 1748 wurde der Aushub zum Bau der Nuruosmaniye-Moschee auf dem Gelände des Antiochos-Palasts aufgeschüttet. Spolien der Kirche wurden offenbar bei der Anlage des Grabes des Server Dede († 1766) verwendet.
Im 19. und 20. Jahrhundert wurden das Gelände mit kleinen Wohnhäusern überbaut und ein Gefängnis errichtet. Als dieses 1939 abgerissen wurde, entdeckte man Bau und Malereireste der Euphemiakirche. Ab 1942 gab es umfangreiche Grabungsarbeiten durch Alfons Maria Schneider und Rudolf Naumann, die Rüstem Duyuran 1950 bis 1952 fortsetzte.

## Architektur
Das Hexagon besaß einen Durchmesser von ca. 20 Metern und Wände von 10,4 Metern Breite. Jede Wand hatte eine apsidiale Wandnische, die außen polygonal war und im Inneren halbrund. Jede Nische war 7,65 Meter breit und 4,65 Meter tief. Jede Nische hatte außerdem eine Tür, die zu kleinen runden Räumen zwischen den Nischen führte. Ein Marmorbecken stand im Zentrum der Halle. Der hexagonale Raum wurde von weiteren Räumen flankiert, die um den Portikus lagen, darunter ein großzügiges Vestibül mit einem runden Raum im Zentrum. Ursprünglich war die westliche Kapelle mit Fresken mit dem Martyrium der hl. Euphemia geschmückt. Der Altarraum war überkuppelt.
Die Mauern bestanden aus massivem Blockmauerwerk aus Muschelkalkstein, das mit Ziegelbändern durchschossen war. Die Werksteine sind durch bleiverdübelte, einfache Eisenklammern miteinander verbunden. Halbkuppeln und Kuppel bestanden aus Ziegelmauerwerk.
Beim Umbau zur Kirche wurde das Bema rechts des ursprünglichen Einganges in der nach Südosten gerichteten Apsis eingerichtet und in der gegenüberliegenden Apsis wurde ein neuer Eingang geschaffen. Das originale Tor blieb, wurde aber später verkleinert. Erkennbar sind auch die Reste eines Ziboriums und des Stylobats der Bema-Schranken. Zwei weitere Tore wurden in den beiden nördlichen Räumen durchgebrochen, an die eventuell zwei Mausoleen angebaut wurden. Die Eingangsseite ist aufgrund der Lage an der halbrunden Kolonnade leicht konkav.

## Ausstattung
Es ist nicht genau bekannt, welche Reliquien außer dem Kopf der Heiligen noch in der Kirche verwahrt wurden. Bekannt ist aber, dass die sterblichen Überreste in einem Marmorsarkophag aufbewahrt wurden, der links vom Altar in der Nordostnische der Kirche stand.
Bei den Ausgrabungen wurden die Reste eines siebenstufigen Synthronons (eine halbrunde Priesterbank) gefunden, die Fundamente eines Altars, ein Templon und ein Solea (erhöhter Gang, der Bema und Ambo miteinander verbindet) darstellten. Es wurde allerdings kein Hinweis auf einen Ambo gefunden. Die meisten Reste der Skulpturen sind typisch für das 6. Jahrhundert, wie etwa Marmorskulpturen mit Glaseinalgen. Das erhaltene Epistyl der Bema-Schranken stammt aus der Zeit der Restaurierung der Kirche im Jahr 797.
An der Südwestseite der Kirche befinden sich noch einige Fresken, die heute hinter Glas geschützt sind. Vierzehn von ihnen zeigen einen Zyklus von Leben und Martyrium der hl. Euphemia, während weitere Fresken das Martyrium der vierzig Märtyrer von Sebaste darstellen und damit ein für die Stadt einzigartiges Motiv thematisieren.
In der Südostapsis findet sich ein später angefügtes Arcosol-Grab eines Bischofs, der vor der Madonna und drei heiligen Patriarchen kniet und ein Modell der Kirche in der Hand hielt.